# Парадокс Левинталя
Парадо́кс Левинта́ля — известный парадокс, который сформулировал в 1968 году американский молекулярный биолог Сайрус Левинталь: «промежуток времени, за который полипептид приходит к своему свёрнутому состоянию, на много порядков меньше, чем если бы полипептид просто перебирал все возможные конфигурации».

## Сложность проблемы
Чтобы разрешить данный парадокс, необходимо ответить на вопрос: «Как белок выбирает свою нативную структуру среди бесчисленного множества возможных?». Для цепи из 100 остатков число возможных конформаций ~10100, и их полный перебор занял бы ~1080 лет, если один переход осуществлять за ~10−13 секунды. Поэтому сложность проблемы заключается в том, что данный вопрос нельзя решить экспериментально, так как придётся ждать ~1080 лет.

## Причины парадокса
Назывались следующие возможные причины этого парадокса.
1. Теоретические модели, используемые для иллюстрации сложности задачи, не соответствуют той задаче, которую старается оптимизировать природа.
2. В ходе эволюции были отобраны только те белки́, которые легко сворачиваются.
3. Белки́ могут сворачиваться разными путями, не обязательно следуя глобально оптимальному пути.

## Решение парадокса
Белок может сворачиваться не «весь вдруг», а путём роста компактной глобулы за счёт последовательного прилипания к ней всё новых и новых звеньев белковой цепи. При этом одно за другим восстанавливаются финальные взаимодействия (их энергия {\displaystyle E} будет падать примерно пропорционально количеству звеньев цепи), а энтропия {\displaystyle S} будет падать также пропорционально количеству фиксированных звеньев цепи. Падение энергии и падение энтропии полностью компенсируют друг друга в главном (линейном по N) члене в свободной энергии {\displaystyle \Delta F=\Delta E-T\Delta S}. Это исключает из оценки времени сворачивания член, пропорциональный 10N, и время сворачивания зависит от много меньших по порядку величины нелинейных членов, связанных с поверхностными энтальпийными и энтропийными эффектами, пропорциональными N2/3. Для белка из 100 остатков это 101002/3 ~ 1021,5, что даёт оценку скорости сворачивания, хорошо согласующуюся с экспериментальными данными.